# Vohilaid
Vohilaid – wyspa w zachodniej części Estonii. Znajduje się na północ od wyspy Hiuma, a w jej pobliżu położona jest wyspa Hõralaid. Ma ona powierzchnię 416 km², a jej najwyższy punkt wznosi się 3 m n.p.m.